# 13th Screen Actors Guild Awards
13th SAG Awards

28. januar 2007
Best Cast - Motion Picture:

Little Miss Sunshine
Best Cast - Drama Series:

Grey's Anatomy
Best Cast - Comedy Series:

The Office
Den 13th Annual Screen Actors Guild Awards uddeling, for at ære de bedste film- og TV-skuespillere for året 2006, foregik den 28. januar 2007. Hvem der var nomineret til hvad, blev afsløret den 4. januar 2007.
Babel, Dreamgirls og Little Miss Sunshine, var dem der fik det højeste af nominationer i filmkategorierne, ved at få tre nominationer hver; to for skuespillet og en for bedste cast. Trods de mange nomineringer var det dog kun Dreamgirls der vandt mere end én award. I fjernsynskategorierne var det The Sopranos og Broken Trail, som begge hver fik tre nomineringer, men det var miniserien Elizabeth I og drama-serien Grey's Anatomy, der vandt flest awards med to hver.
Screen Actors Guild Life Achievement Award gik til skuespilleren Julie Andrews.

## Vindere og nominerede

### Outstanding Actor
Forest Whitaker – The Last King of Scotland
- Leonardo DiCaprio – Blood Diamond
- Ryan Gosling – Half Nelson
- Peter O'Toole – Venus
- Will Smith – The Pursuit of Happyness

### Outstanding Actress
Helen Mirren – The Queen
- Penelope Cruz – Volver
- Judi Dench – Notes on a Scandal
- Meryl Streep – The Devil Wears Prada
- Kate Winslet –  Little Children

### Outstanding Supporting Actor
Eddie Murphy – Dreamgirls
- Alan Arkin – Little Miss Sunshine
- Leonardo DiCaprio – The Departed
- Jackie Earle Haley – Little Children
- Djimon Hounsou – Blood Diamond

### Outstanding Supporting Actress
Jennifer Hudson – Dreamgirls
- Adriana Barraza –  Babel
- Cate Blanchett – Notes on a Scandal
- Abigail Breslin – Little Miss Sunshine
- Rinko Kikuchi – Babel

### Outstanding Cast
Little Miss Sunshine
Alan Arkin
Abigail Breslin
Steve Carell
Toni Collette
Paul Dano
Greg Kinnear
- Babel
- Bobby
- The Departed
- Dreamgirls

## Fjernsyn

### Outstanding Actor – Television Movie or Miniseries
Jeremy Irons – Elizabeth I
- Thomas Haden Church – Broken Trail
- Robert Duvall – Broken Trail
- William H. Macy – Nightmares and Dreamscapes
- Matthew Perry – The Ron Clark Story

### Outstanding Actress – Television Movie or Miniseries
Helen Mirren – Elizabeth I
- Annette Bening – Mrs. Harris
- Shirley Jones – Hidden Places
- Cloris Leachman – Mrs. Harris
- Greta Scacchi – Broken Trail

### Outstanding Actor – Drama Series
Hugh Laurie – House
- James Gandolfini – The Sopranos
- Michael C. Hall – Dexter
- James Spader – Boston Legal
- Kiefer Sutherland – 24 timer

### Outstanding Actress – Drama Series
Chandra Wilson – Grey's Anatomy
- Patricia Arquette – Medium
- Edie Falco – The Sopranos
- Mariska Hargitay – Law & Order: Special Victims Unit
- Kyra Sedgwick – The Closer

### Outstanding Actor – Comedy Series
Alec Baldwin – 30 Rock 
- Steve Carell – The Office
- Jason Lee – My Name Is Earl
- Jeremy Piven – Entourage
- Tony Shalhoub – Monk

### Outstanding Actress – Comedy Series
America Ferrera – Ugly Betty 
- Felicity Huffman – Desperate Housewives
- Julia Louis-Dreyfus – The New Adventures of Old Christine
- Megan Mullally – Will & Grace
- Mary-Louise Parker – Weeds
- [aime Pressly – My Name Is Earl

### Outstanding Ensemble – Drama Series
Grey's Anatomy
Justin Chambers
Eric Dane
Patrick Dempsey
Katherine Heigl
TR Knight
Sandra Oh
James Pickens, Jr.
Ellen Pompeo
Sara Ramirez
Kate Walsh
Isaiah Washington
Chandra Wilson
- 24 timer
- Boston Legal
- Deadwood
- The Sopranos

### Outstanding Ensemble – Comedy Series
The Office
Leslie David Baker
Brian Baumgartner
Steve Carell
David Denman
Jenna Fischer
Kate Flannery
Melora Hardin
Mindy Kaling
Angela Kinsey
John Krasinski
Paul Lieberstein
B.J. Novak
Oscar Nunez
Phyllis Smith
Rainn Wilson
- Desperate Housewives
- Entourage
- Ugly Betty
- Weeds

## Life Achievement Award

### 43rd Annual Life Achievement Award
Julie Andrews